# Patrick Reimer
Patrick Reimer (* 10. Dezember 1982 in Mindelheim) ist ein ehemaliger deutscher Eishockeyspieler sowie derzeitiger -trainer und -funktionär. Im Verlauf seiner aktiven Karriere bestritt Reimer zwischen 2001 und 2023 unter anderem 1056 Spiele für die DEG Metro Stars und Nürnberg Ice Tigers in der Deutschen Eishockey Liga (DEL) auf der Position des rechten Flügelstürmers. Mit der deutschen Nationalmannschaft gewann er bei den Olympischen Winterspielen 2018 die Silbermedaille. Er wurde als einziger Spieler dreimal als DEL-Spieler des Jahres ausgezeichnet und ist der erfolgreichste Scorer der DEL-Geschichte. Zudem ist Reimer, dessen jüngerer Bruder Jochen ebenfalls professioneller Eishockeyspieler war, zweiter Vorsitzender der Spielervereinigung Eishockey (SVE).

## Spielerkarriere

### Anfänge
Reimer begann schon während seiner Schulzeit am Maristenkolleg in Mindelheim mit seiner Eishockey-Karriere beim EV Bad Wörishofen und wechselte nach den Knaben zum ESV Kaufbeuren. Bei diesem Verein durchlief der Flügelstürmer alle weiteren Jugend- und Juniorenmannschaften, bis er sich in der Saison 2001/02 in der Ersten Mannschaft durchsetzen konnte. Im selben Jahr stieg Reimer mit dem ESV in die 2. Eishockey-Bundesliga auf. Nach zwei weiteren Spielzeiten, in denen der Angreifer in 98 Partien für Kaufbeuren 37 Tore und 38 Vorlagen erzielte, wurden die DEG Metro Stars auf Reimer aufmerksam, bei denen er in der Saison 2003/04 vorerst einen Probeeinsatz während eines Pokalspiels erhielt.

### DEG Metro Stars
Zur Spielzeit 2004/05 wechselte der Allgäuer schließlich dauerhaft in die DEL zu den Metro Stars, wo er bereits in seiner ersten Spielzeit den Durchbruch schaffen konnte. In einer für die Düsseldorfer insgesamt schwachen Saison, an deren Ende das Verpassen der Play-offs stand, stellte er zusammen mit den beiden Neuzugängen Thomas Jörg und Florian Jung eine der positiven Erscheinungen dar. Die drei spielten zusammen in einer Angriffsreihe, die von den Fans als die „Jungen Wilden“ bezeichnet wurde. Aus der Reihe stach Patrick Reimer besonders hervor, und nachdem er in 52 Partien 10 Tore und 12 Assists erzielt hatte, wurde seine Spielzeit noch etwas „verlängert“, da er im Rahmen der Förderlizenz-Regelung zum Zweitligisten EV Duisburg ging und mit diesem den Aufstieg in die DEL schaffen konnte. Außerdem wurde er vom Fachmagazin „Eishockey News“ als DEL-Rookie des Jahres ausgezeichnet. Wegen seiner starken Saison wurde er zudem für einige Spiele ins Nationalteam berufen, konnte sich dort aber nicht durchsetzen.

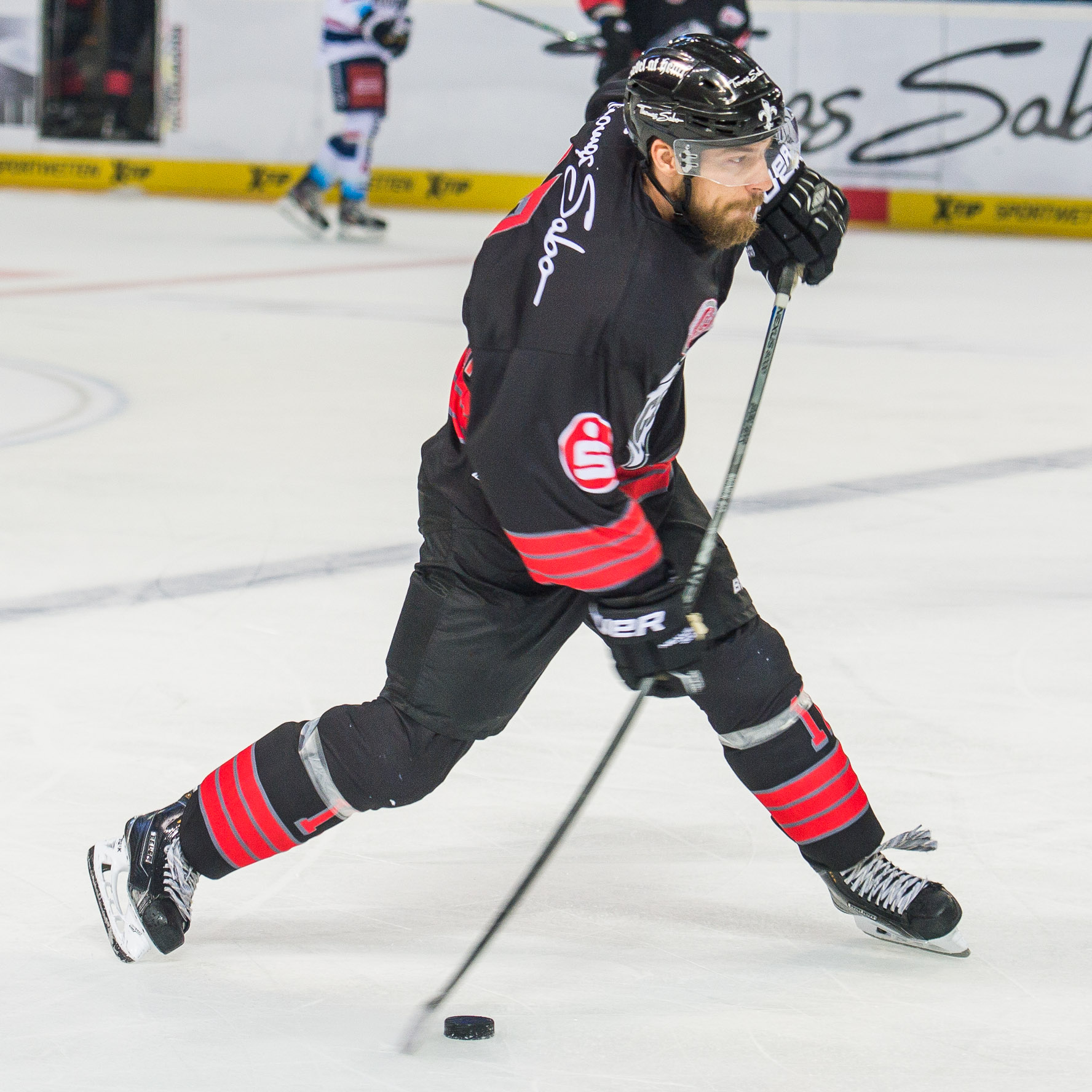
Reimer im Trikot der Nürnberg Ice Tigers (2014)

In der Saison 2005/06 konnte sich Reimer schließlich durchsetzen und spielte zumeist in der zweiten Angriffsformation und wurde mit seinem Team Dritter nach der Vorrunde sowie schließlich Vizemeister. Zudem war der Stürmer der letzte Spieler der DEG, der in einem Pflichtspiel ein Tor für den Düsseldorfer Traditionsverein im alten Stadion an der Brehmstraße schoss. Das war im fünften und entscheidenden Halbfinalspiel gegen den rheinischen Erzrivalen Kölner Haie, als er das 5:3 im Powerplay erzielen konnte. Sein Bruder Jochen spielte ebenfalls drei Jahre als Ersatztorwart bei der DEG.
Als zur Saison 2008/09 sowohl Klaus Kathan als auch Tore Vikingstad zum Ligarivalen Hannover Scorpions wechselten, bildete Reimer mit dem verbliebenen Mitglied der legendären KVK-Reihe Daniel Kreutzer sowie Rob Collins eine neue erfolgreiche Angriffsformation, welche gleich in ihrer Premierensaison in das DEL-Finale gegen die Eisbären Berlin einzog. Von dieser Spielzeit an bis zur Hauptrunde 2016/17 erreichte Reimer in seinen DEL-Spielzeiten immer mindestens 40 Scorerpunkte.

### Nürnberg Ice Tigers

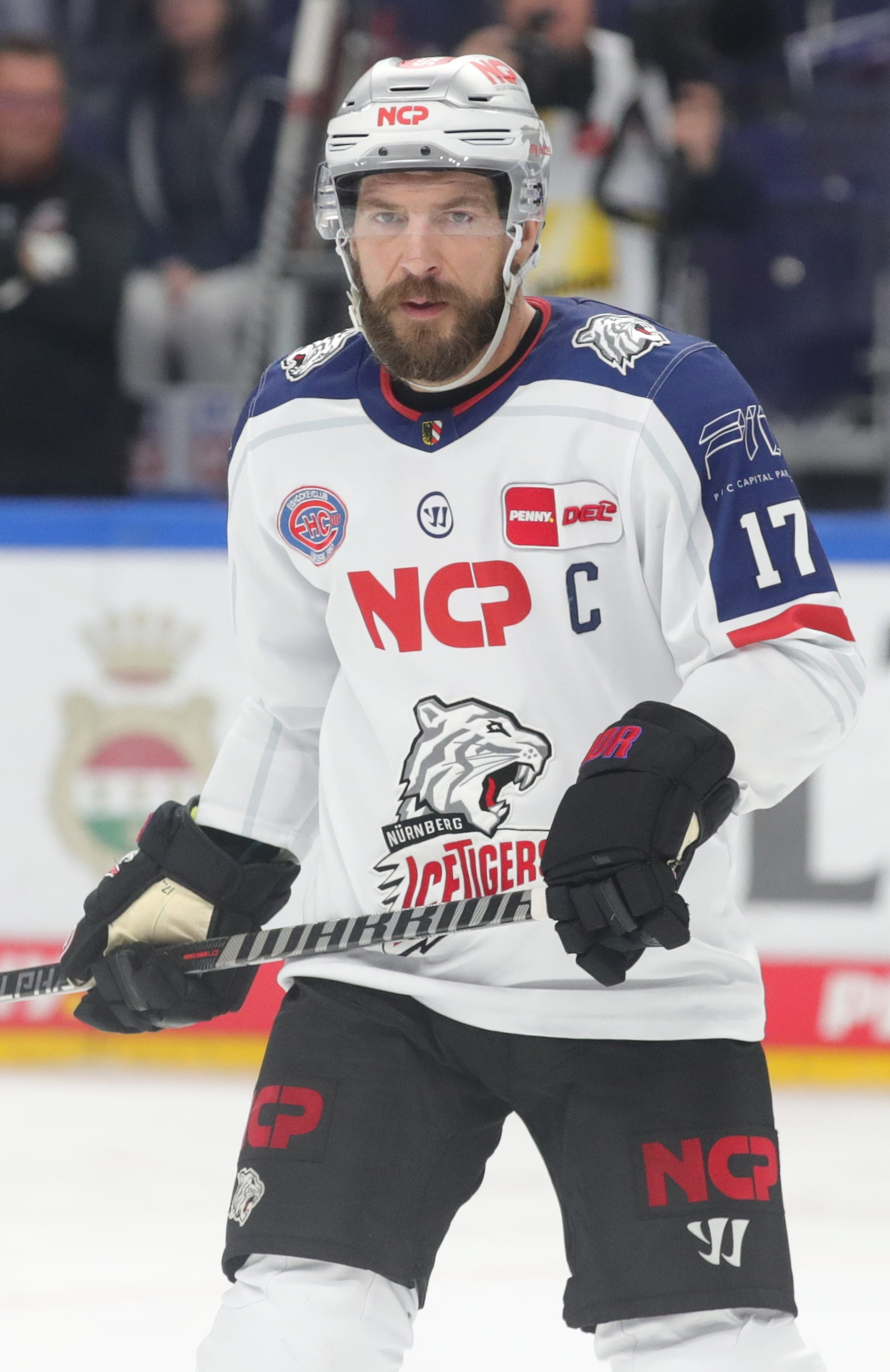
Reimer als Spieler der Nürnberg Ice Tigers (2022)

Nachdem zur Saison 2012/13 die DEG wegen des Rückzuges ihres damaligen Hauptsponsors Metro zu einer vollkommenen Neuausrichtung gezwungen war, nahm Reimer das Angebot der Nürnberg Ice Tigers an, bei welchen er einen Drei-Jahres-Vertrag unterschrieb, den er im Februar 2014 vorzeitig um zwei weitere Jahre bis 2017 verlängerte. Auch in Nürnberg bildet Reimer zusammen mit Steven Reinprecht und Yasin Ehliz eine der besten Angriffsreihen der Liga. So wurde er am Ende der DEL-Hauptrunde 2013/14 zum DEL-Stürmer und -Spieler des Jahres gewählt, nachdem er mit 33 Toren bester Torschütze der DEL-Hauptrunde geworden war. Die Saison 2014/15 schloss er mit 62 Punkten (29 Tore) hinter seinem Teamkollegen Reinprecht sowie Kevin Clark als drittbester Scorer der DEL ab. In der Spielzeit 2015/16 holte er sich mit 62 Punkten und 26 Toren sowohl den Titel in der Scorer-, als auch Torschützenwertung und wurde folgerichtig wieder zum DEL-Spieler des Jahres gewählt. Im Oktober 2016 verlängerte er seinen laufenden Vertrag mit den Icetigers vorzeitig bis 2020. Die Spielzeiten 2016/17 und 2017/18 beendeten die Ice Tigers jeweils im Playoff-Halbfinale, die Spielzeit 2018/19 endete bereits im Viertelfinale gegen den späteren Meister Adler Mannheim und die Hauptrunde 2019/20 beendete sein Team auf dem 8. Rang. Die Saison 2020/21 schlossen die Nürnberger auf dem letzten Tabellenplatz der Gruppe Süd ab und qualifizierten sich somit nicht für die Playoffs. Nach der Hauptrunde 2021/22, welche die Nürnberger auf Rang acht abschlossen, wurde bekannt gegeben, dass Reimer auch in der Saison 2022/23 für die Ice Tigers auflaufen wird. Im Dezember 2022 gab Reimer bekannt, seine Karriere nach der Spielzeit 2022/23 zu beenden. In seinen letzten beiden Spielzeiten erreichte Reimer mit seinem Team die Pre-Playoffs und unterlag dort 2022 seinem Ex-Verein Düsseldorfer EG und 2023 den Fischtown Pinguins Bremerhaven.
Am 17. August 2024 beendete Reimer seine Karriere als Spieler mit einem Abschiedsspiel in Nürnberg.

### DEL-Rekorde
Reimer ist mit 394 erzielten Toren der erfolgreichste Torschütze und mit 859 Punkten der erfolgreichste Scorer der DEL-Geschichte. Darüber hinaus ist Reimer mit 45 Toren und 90 Punkten auch der erfolgreichste Torschütze und Scorer der DEL-Playoffs sowie der erfolgreichste Torschütze (238), Vorbereiter (291) sowie Punktesammler (529) der Nürnberg Ice Tigers seit deren Aufnahme in die DEL. Am 3. Dezember 2021 absolvierte Reimer zudem als erst siebter Spieler seine 1.000. Partie in der DEL. Insgesamt stand Reimer bei 1.069 DEL-Spielen auf dem Eis.

### International
Seit 2005 erhielt Patrick Reimer immer wieder Berufungen für Spiele der deutschen Eishockeynationalmannschaft. Erstmals an einer Weltmeisterschaft nahm er für Deutschland im Jahr 2011 teil, wo er beim Sieg über die russische Eishockeyauswahl seinen ersten WM-Treffer erzielen konnte. Auch bei den Weltmeisterschaften 2012 und 2015 lief Reimer für Deutschland aufs Eis. Der im Sommer 2015 neu berufende Trainer der Eishockeynationalmannschaft Marco Sturm ernannte ihn im selben Jahr zum Kapitän des deutschen Teams. Bei der Weltmeisterschaft 2016 sowie dem erfolgreichen Qualifikationsturnier für die Teilnahme an den Olympischen Winterspielen 2018 spielte Reimer mit den jungen deutschen NHL-Spielern Tobias Rieder und Leon Draisaitl in einer Angriffsreihe. Er nahm ebenfalls an der WM 2017 teil. Beim olympischen Eishockeyturnier 2018 in Pyeongchang gewann Reimer mit der DEB-Auswahl die Silbermedaille. Für den Gewinn der Silbermedaille bei den Olympischen Winterspielen 2018 wurden er und die anderen Nationalspieler Silbernen Lorbeerblatt ausgezeichnet. Im April 2018 trat er nach 105 A-Länderspielen (29 Tore, 27 Vorlagen) aus der Nationalmannschaft zurück.
In den Sommermonaten war Patrick Reimer ab der Saison 2006 bei Königsbrunn in der Inlinehockey-Bundesliga Süd aktiv und nahm mit der deutschen Inlinehockeynationalmannschaft an der IIHF Inlinehockey-Weltmeisterschaft 2006 in Budapest teil.

## Trainerkarriere
Ab Mai 2024 war Reimer Trainer der deutschen U18-Nationalmannschaft. Zuvor war er seit Beginn der Saison 2023/24 bereits als Development Coach für den männlichen Nachwuchs und temporärer Assistenztrainer der U18-Nationalmannschaft im Einsatz gewesen.
Zur Saison 2025/26 übernahm Reimer die Position des sportlichen Leiters beim ESV Kaufbeuren in der DEL2.

## Erfolge und Auszeichnungen
| - 2003 Rookie des Jahres der 2. Bundesliga - 2005 DEL-Rookie des Jahres - 2006 Deutscher Vizemeister mit den DEG Metro Stars - 2009 Deutscher Vizemeister mit den DEG Metro Stars - 2014 Bester Torschütze der DEL-Hauptrunde - 2014 DEL-Stürmer des Jahres - 2014 DEL-Spieler des Jahres - 2016 Topscorer der DEL-Hauptrunde | - 2016 Bester Torschütze der DEL-Hauptrunde - 2016 DEL-Stürmer des Jahres - 2016 DEL-Spieler des Jahres - 2017 Topscorer der DEL-Hauptrunde - 2017 DEL-Stürmer des Jahres - 2017 DEL-Spieler des Jahres - 2023 Nürnbergs Sportler des Jahres - 2023 Bayerischer Sportpreis (Sportliches Lebenswerk) |

### International
- 2018 Silbermedaille bei den Olympischen Winterspielen

## Karrierestatistik

### International
Vertrat Deutschland bei:
| - Weltmeisterschaft 2011 - Weltmeisterschaft 2012 - Qualifikationsturnier für die Olympischen Winterspiele 2014 - Weltmeisterschaft 2015 | - Weltmeisterschaft 2016 - Qualifikationsturnier für die Olympischen Winterspiele 2018 - Weltmeisterschaft 2017 - Olympischen Winterspielen 2018 |

(Legende zur Spielerstatistik: Sp oder GP = absolvierte Spiele; T oder G = erzielte Tore; V oder A = erzielte Assists; Pkt oder Pts = erzielte Scorerpunkte; SM oder PIM = erhaltene Strafminuten; +/− = Plus/Minus-Bilanz; PP = erzielte Überzahltore; SH = erzielte Unterzahltore; GW = erzielte Siegtore; 1 Play-downs/Relegation; Kursiv: Statistik nicht vollständig)